# Vasile Pascu
Vasile Pascu, romunski general, * 1890, † 1960.